# Chiesa di San Zeno (Brentonico)
La chiesa di San Zeno è la parrocchiale a Crosano, frazione di Brentonico in Trentino. Appartiene alla zona pastorale della Vallagarina dell'arcidiocesi di Trento e risale al XIII secolo.

## Storia

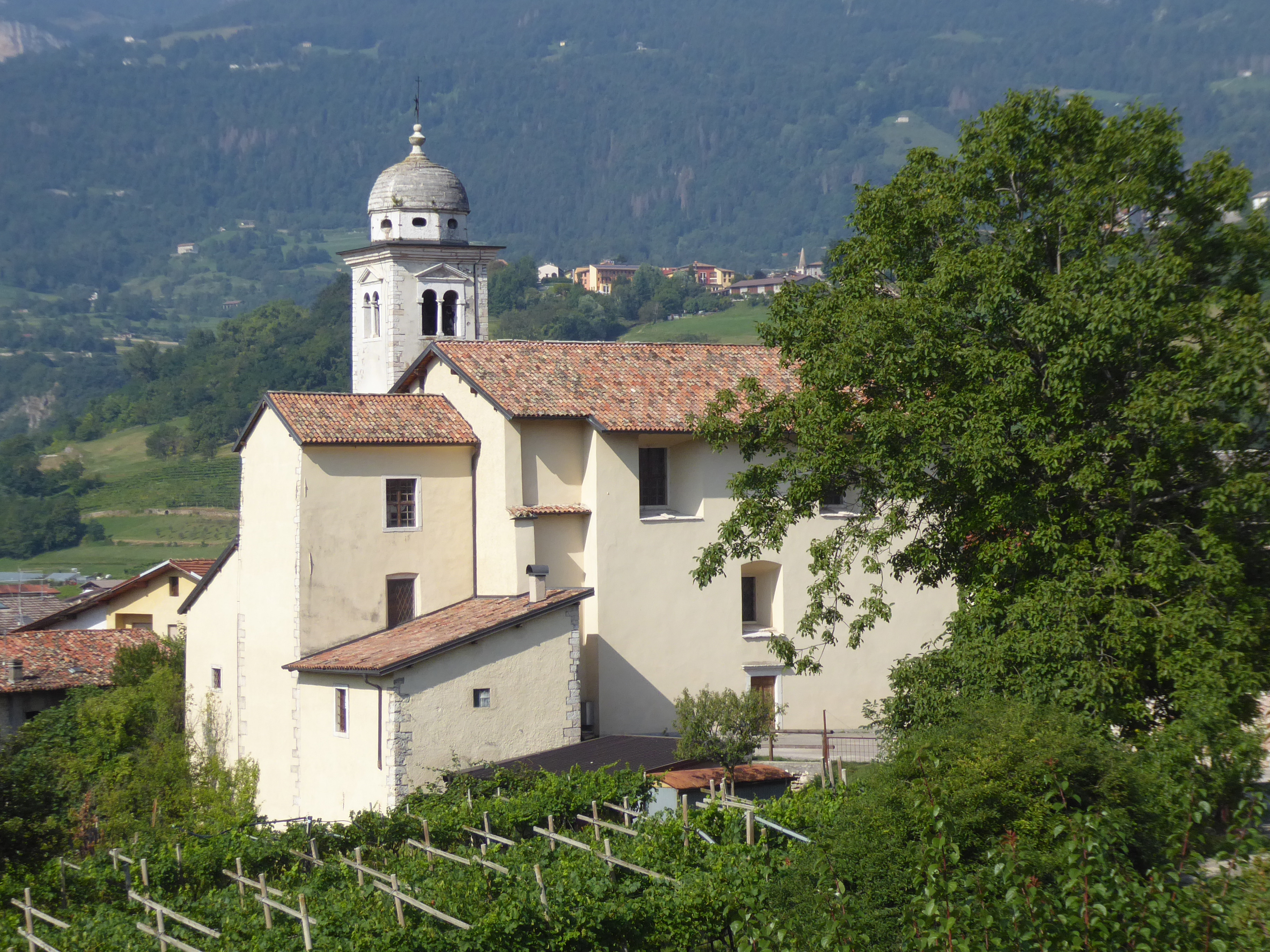
Immagine della chiesa vista da posizione leggermente elevata

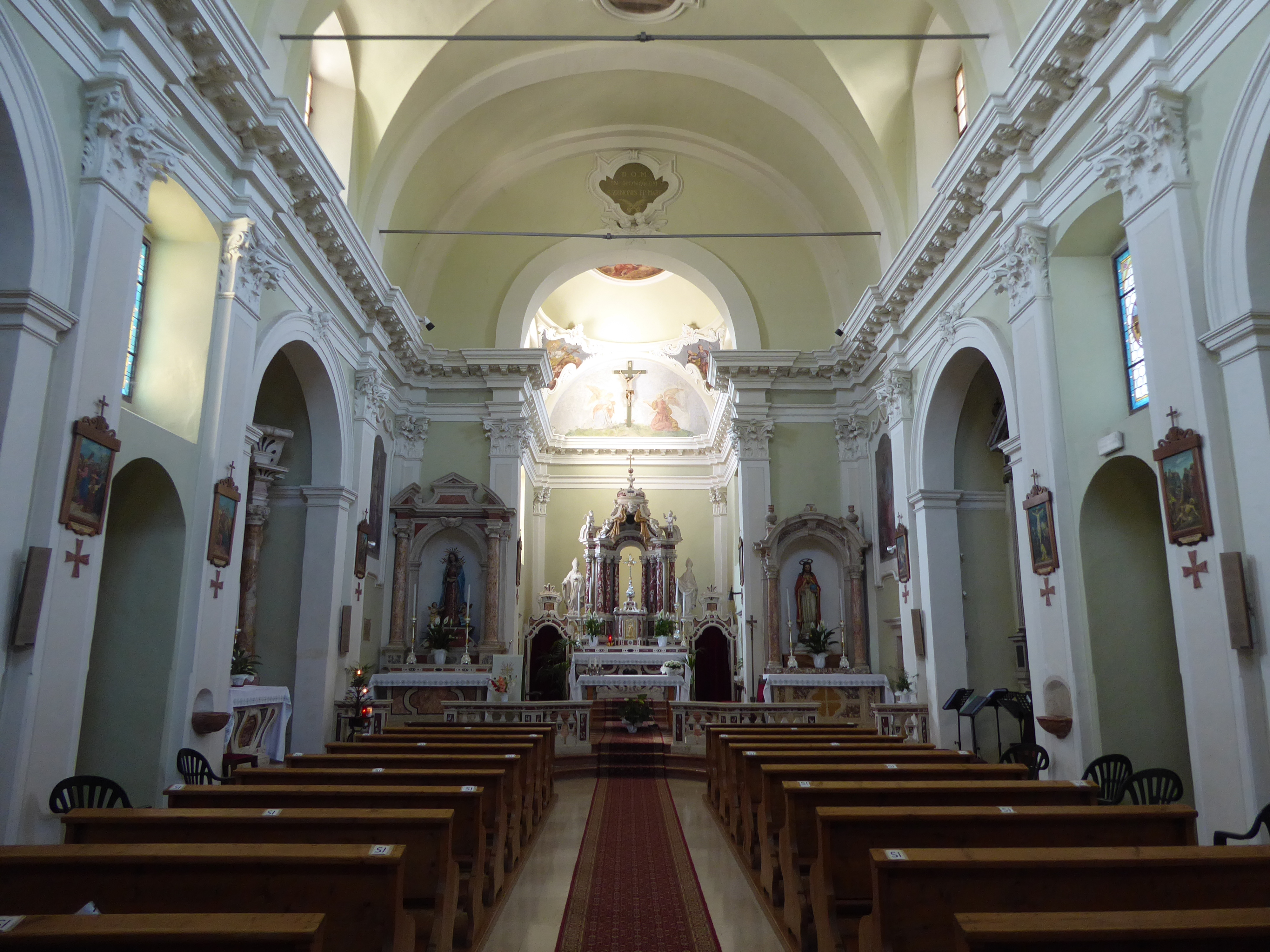
Interno

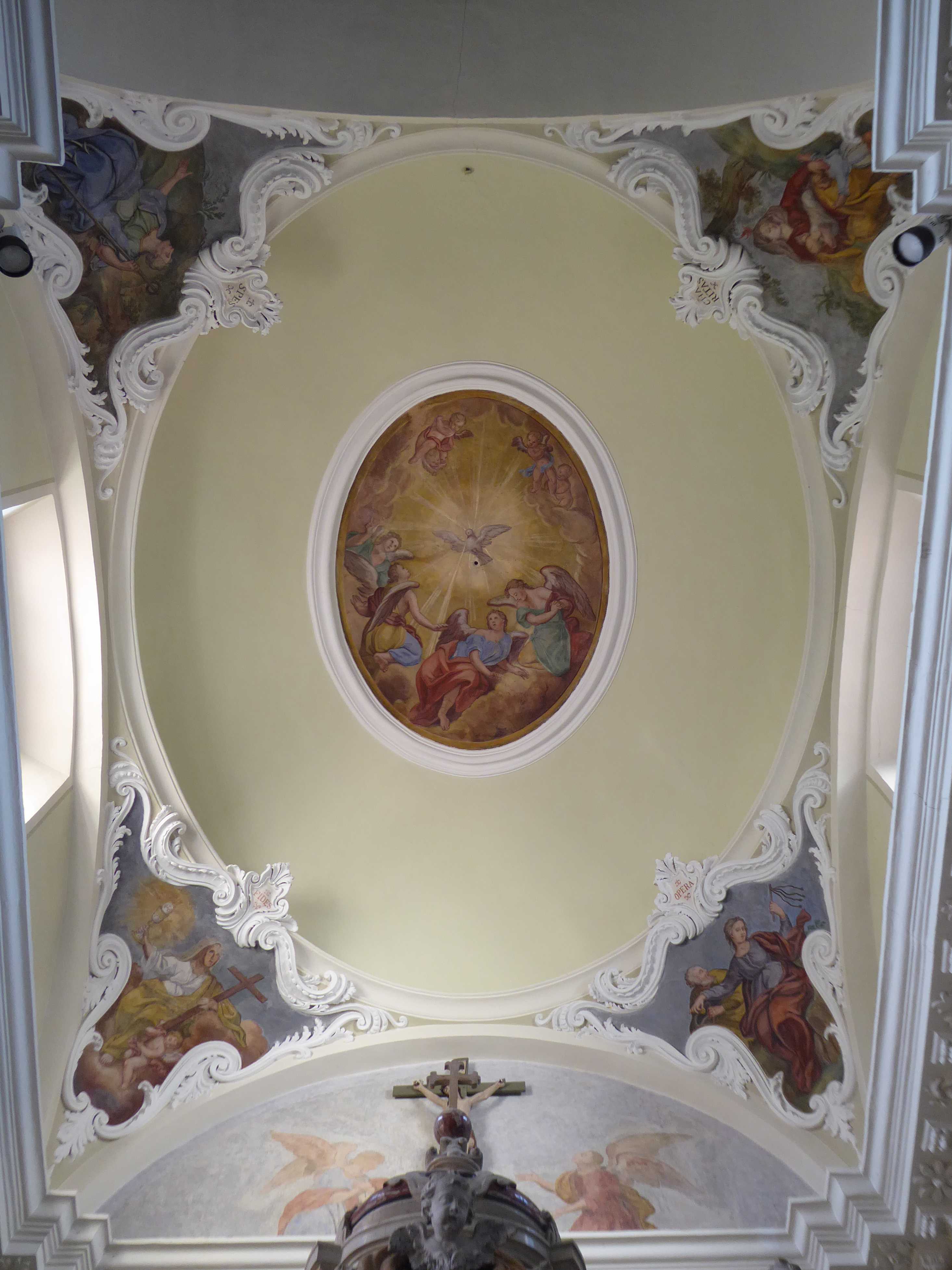
Volta del presbiterio

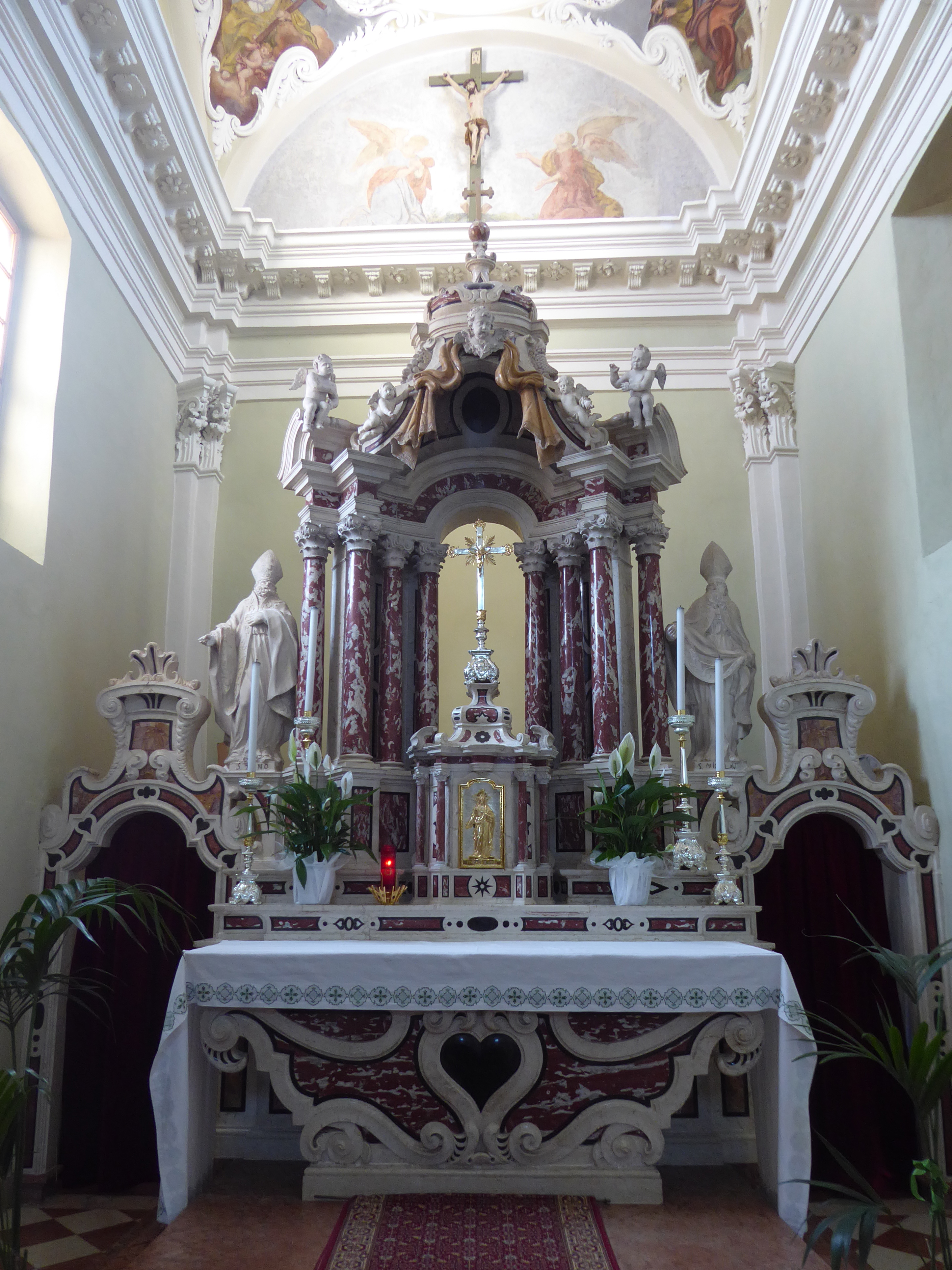
Altare maggiore

La chiesa con dedicazione a San Zeno a Crosano esiste dal XIII secolo, citata in un documento testamentario del 1285. La dedicazione viene desunta dall'atto che cita un "luogo di San Zenone". In epoca successiva, nel 1456, nuovamente tale edificio venne ricordato come cappella legata alla pieve di Brentonico, la chiesa dei Santi Pietro e Paolo.
Nella prima metà del XVI secolo il primo edificio venne ampliato con una canonica di maggiori dimensioni e nuovi ampliamenti vennero realizzati durante il secolo successivo con l'erezione di una nuova torre campanaria.
Il restauro più importante dal punto di vista dell'edificio che ci è pervenuto è stato realizzato nella prima metà del XVIII secolo dal maestro Mauro Pernici da Avio. L'altare maggiore in marmo, che risale a questo periodo, è opera di Valentino Villa da Crosano.
Dopo tali modifiche ed ampliamenti, nel 1762, la chiesa venne consacrata dal vescovo di Verona Nicolò Antonio Giustinian. 
Pochi anni dopo, nel 1786, dal punto di vista della giurisdizione ecclesiastica il territorio di Brentonico lasciò la diocesi di Verona ed entrò nella diocesi di Trento.
Durante il XIX secolo l'edificio fu interessato da restauri meno significativi. Il camposanto prima vicino alla chiesa venne spostato in posizione leggermente distante.
Dopo il primo conflitto mondiale furono effettuati altri interventi per riparare i danni bellici e poi solo negli anni sessanta nuovi restauri riguardarono la copertura del tetto, il pavimento della sala e i banchi. Furono inoltre elettrificate le campane e adeguati gli impianti.
Gli interventi più recenti si sono conclusi nel 2001. In questi restauri ci si è interessati sia delle parti esterne sia di quelle interne, con rifacimento di intonaci e pavimentazioni, ritocco delle parti a stucco, ripristino dei banchi nella sala, revisione delle coperture, delle finestre, dei portali e del sagrato.

## Descrizione

### Esterni
Il luogo di culto si trova in posizione elevata nell'abitato di Crosano e mosta orientamento verso sud-est. La facciata con due spioventi è tripartita da lesene. Il portale è architravato e vi si accede da una breve scalinata. Viene sormontato, in asse, da un oculo, da una finestra rettangolare e da un secondo oculo. La torre campanaria si trova sulla destra in posizione arretrata e la cella si apre con quattro finestre a bifora.

### Interni
La navata interna è unica ampliata da cappelle laterali. Attraverso l'arco santo si accede al presbiterio privo di abside. Le decorazioni a stucco sono in parte attribuite a Francesco Giustiniani.